# Korolivka, Tlumaci
Korolivka (în ucraineană Королівка) este o comună în raionul Tlumaci, regiunea Ivano-Frankivsk, Ucraina, formată numai din satul de reședință.

## Demografie
Componența lingvistică a comunei Korolivka
     Ucraineană (99,93%)
     Alte limbi (0,07%)
Conform recensământului din 2001, majoritatea populației comunei Korolivka era vorbitoare de ucraineană (99,93%), existând în minoritate și vorbitori de alte limbi.